# Agriades dardanus
Agriades dardanus is een vlinder uit de familie van de Lycaenidae. De wetenschappelijke naam is voor het eerst gepubliceerd in 1845 door  Christian Friedrich Freyer.
De soort komt voor in Bosnië en Herzegovina, Noord-Macedonië, Montenegro. Bulgarije, Griekenland, Oekraïne, Rusland, Turkije en Armenië.